# Burhan Sabancıoğlu
Burhan Sabancıoğlu – turecki zapaśnik walczący przeważnie w stylu wolnym. Zajął jedenaste miejsce na mistrzostwach świata w 1983. Czwarty na mistrzostwach Europy w 1985; piąty w 1983. Złoty medalista igrzysk śródziemnomorskich w 1983; piąty w 1987. Trzeci na MŚ juniorów w 1981. Mistrz Europy juniorów w 1980 roku.